# Brouwerijmuseum Brugge

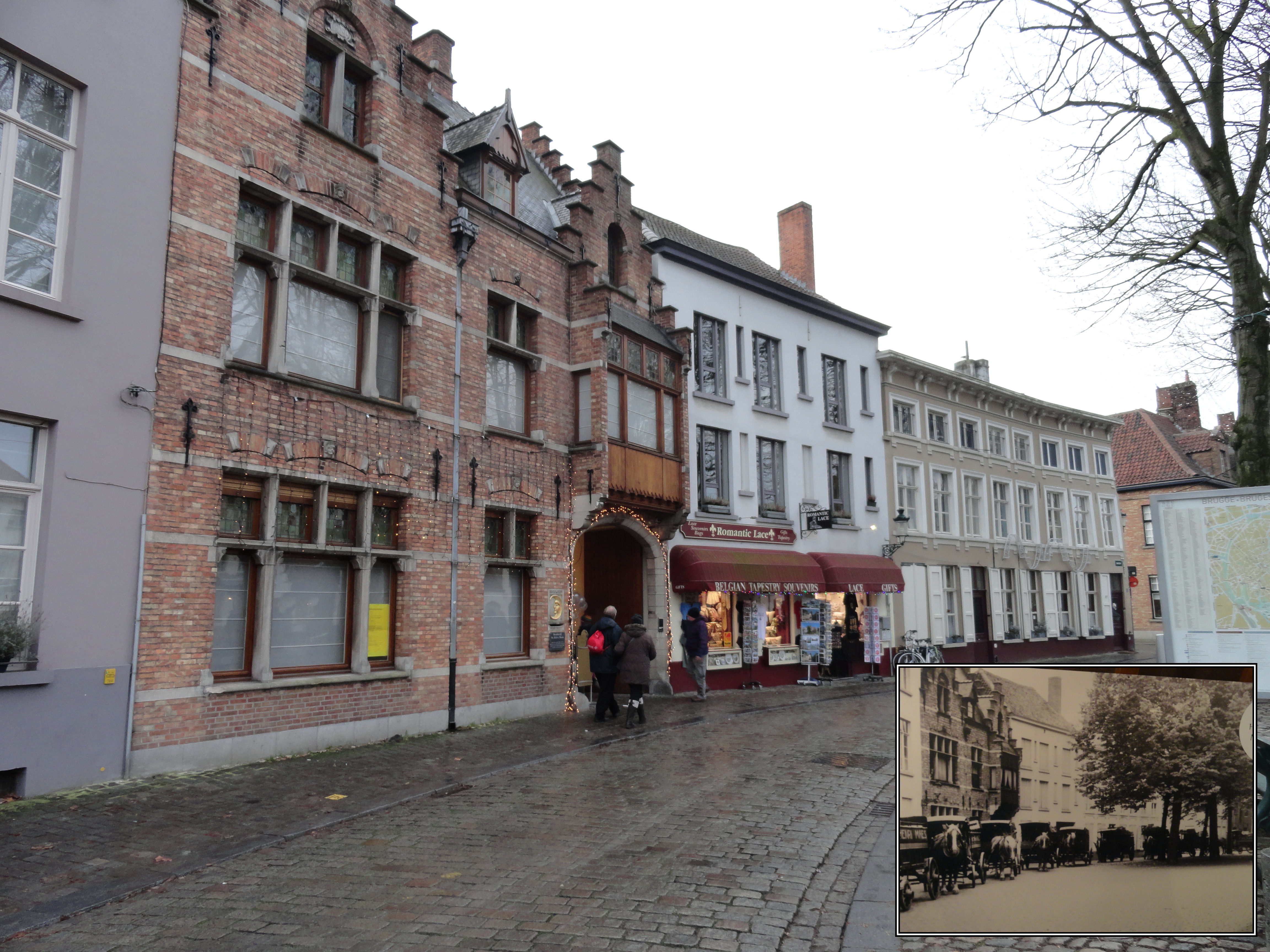
Brouwerij de Halve Maan

Het Brouwerijmuseum in Brugge werd in 1990 gesticht door de vzw voor brouwerijgeschiedenis  't Hamerken, opgericht in 1988 met als doel het behoud en de bescherming van het Brugs brouwerijpatrimonium. Sinds 2005 is het museum gelegen in een kelderverdieping van brouwerij De Halve Maan aan het Walplein.

## Vorige locatie
Het museum bevond zich voordien in de oude gebouwen van de mouterij die paalde aan de brouwerij De Gouden Boom (vroeger 't Hamerken), gelegen tussen de Langestraat en het Verbrand Nieuwland in het centrum van Brugge.
Het stichten van een brouwerij- en mouterijmuseum in deze gebouwen had twee bedoelingen. Door het geven van een nieuwe bestemming aan de leegstaande mouterij kreeg die een nieuwe functie, waardoor de gebouwen en de machines bewaard werden voor de toekomst. Die gebouwen en machines zijn zeer merkwaardig. De mouterij, die in 1902 door Jules Vanneste was gebouwd, was voorzien van een infrastructuur die volledig beantwoordde aan de noden van die tijd. De mouterij is onder dezelfde vorm blijven verder werken onder het beheer van de toenmalige brouwerij 't Hamerken, tot in 1976, toen bleek dat het niet meer rendabel was om op die manier mout te blijven produceren. De gebouwen werden niet meer gebruikt, maar werden ook niet gesloopt en de machines bleven er werkloos bij staan. Hoe de brouwersgerst gereinigd, getransporteerd, geweekt, gekiemd en geëest wordt en zo omgevormd wordt tot mout, de basisgrondstof van bier, is aan de hand van de aanwezige machines en de didactische voorstelling gemakkelijk te overzien.
Een tweede bedoeling was het inrichten van een brouwerijmuseum. De moutvloeren en de graanzolders besloegen samen een oppervlakte van ongeveer 1100 m². Dit was voldoende groot om als tentoonstellingsruimte te kunnen dienen. Zo werd op die plaats een brouwerijmuseum ingericht, waar het volledig brouwproces, aan de hand van oude brouwerijmachines en -toestellen werd voorgesteld. Oude documenten, foto's, afbeeldingen en reclamemateriaal tonen het vroegere Brugse brouwerijgebeuren. Eveneens is er het volkse aspect van de mensen die in de mouterij en brouwerij gewerkt hebben aanwezig alsmede de folklore rond bier en bierconsumptie.
Door de overname van brouwerij De Gouden Boom door Palm Breweries diende het museum in 2005 te worden verhuisd naar een nieuwe locatie. Deze nieuwe locatie is gelegen in een kelderverdieping van brouwerij De Halve Maan aan het Walplein.
Brouwerij Palm verkocht in 2006 de gebouwen van brouwerij De Gouden Boom aan een projectontwikkelingsbedrijf. Een deel van de voormalige brouwerij- en mouterij-installaties werd in 2006 echter als industrieel erfgoed beschermd.